# Cuerpo de Bomberos de Concepción
El Cuerpo de Bomberos de Concepción o CBC es una institución sin fines de lucro, con personal voluntario que realiza trabajos de ayuda, protección y salvamento de personas, además del resguardo de viviendas y propiedades en caso de cualquier tipo de emergencia.
Esta institución fue fundada el 13 de abril de 1883, con el objetivo de constituirse como Cuerpo de Bomberos en la creciente ciudad penquista.
El Cuerpo de Bomberos de Concepción hasta 1999 contaba con 14 compañías, las cuales prestaban servicio en Concepción y San Pedro de la Paz, esta última aún perteneciente a la jurisdicción de la comuna penquista. Posteriormente San Pedro de la Paz  fue reconocida como comuna mediante decreto supremo, por lo cual, las compañías 11, 12, 13 y 14 dejan de formar parte del Cuerpo de Bomberos de Concepción, formando el Cuerpo de Bomberos de San Pedro de la Paz  en la nueva comuna.
Hoy el Cuerpo de Bomberos está dividido en 10 compañías que atiende a la capital de la región del Biobío.

## Historia
El 13 de abril de 1883, tras el gran incendio en la Maestranza de los Ferrocarriles del Estado, se realiza una reunión con 136 adherentes que acordaron la creación de la "1° Compañía del Cuerpo de Bomberos de Concepción", cuyo lema sería 'Bomba Penquista', el cual sería remplazado por Labor Omnia Vincint (El Trabajo Todo Lo Vence); firmando el acta constitucional 40 miembros y 2 médicos que atenderían de manera gratuita.
Más tarde, el 13 de abril de 1888, a 5 años de la fundación oficial y con ya 4 compañías, se crea el primer directorio general compuesto por:
- Superintendente: Carlos L. Rowsell
  - Comandante: Oscar Spoerer
  - Tesorero General: Rodolfo Bahamonde
  - Director 1° Compañía: José Miguel Castro
  - Director 2° Compañía: Agustín Vargas N.
  - Director 3° Compañía: Edmundo Larenas G.
  - Director 4° Compañía: Luis Urrutia R.

## Oficialidad General 2023
- Superintendente:             Sr. Werner Heinz Hohf Cartes
- Vice-Superintendente:    Sr. Wilfred Cox Contreras
- Secretario General:      Sra. Solange Vilches Ormeño
- Pro Secretario General: Srta. Valeria Iturra Bastias
- Tesorero General:        Sr. Bernard Rudolf Rossner Campos
- Pro Tesorero General :     Sr. Fernando Valencia Mussiett
  - Comandante:             Sr. Cristián Cárdenas Aquevedo
  - 2° Comandante:         Sr. Felipe Meneses Villarroel
  - 3° Comandante:         Sr. Sebastián Muñoz Ramos
  - 4° Comandante:         Sr. Felipe Ríos David

## Composición
PRIMERA COMPAÑÍA "Bomba Penquista"
- Fecha Fundación:  13 de abril de 1883
- Lema: "Labor Omnia Vincint"
- Especialidad: Agua.
  - Subespecialidad: Materiales Peligrosos.
- Unidades: B-1, H-1, Z-1.
- Fono: 041 2229269
- Dirección: Salas N° 347, Concepción Centro.
- Sitio Web Oficial: http://www.primeraconcepcion.cl

SEGUNDA COMPAÑÍA
- Fecha Fundación:  26 de septiembre de 1883
- Lema: "Deus Et Labor"
- Especialidad: Escalas.
  - Subespecialidad: Rescate y GERSA.
- Unidades: QR-2 y RH-2.
- Fono: 041 2222713
- Dirección: Janequeo N.º 370, Concepción Centro.
- Sitio Web Oficial:

TERCERA COMPAÑÍA "Pompe France"
- Fecha Fundación:  29 de enero de 1888
- Lema: "Constancia y Disciplina"
- Especialidad: Escalas.
  - Subespecialidad: Rescate Vehicular y Rescate Técnico.
- Unidades: Q-3 y R-3.
- Fono: 041  2219903
- Dirección: Serrano N° 1312, Concepción Centro.
- Sitio Web Oficial: http://www.pompiers.cl

CUARTA COMPAÑÍA "Bomba Carlos L. Rowsell"
- Fecha Fundación:  5 de abril de 1888
- Lema: "Unión es fuerza"
- Especialidad: Agua.
  - Subespecialidades: Incendios en altura y Espacios confinados.
  - Rescate Vehicular.
- Unidades: B-4, RX-4, Z-4 y X-4.
- Fono: 041 2327442
- Dirección: Av. Los Carrera N.º 2144, Concepción Centro.
- Sitio Web Oficial: http://www.cuartaconcepcion.com/

QUINTA COMPAÑÍA "Bomba Bélgica"
- Fecha Fundación:  29 de enero de 1914
- Lema: "Igualdad y Trabajo"
- Especialidad: Agua.
  - Subespecialidad: Incendios Forestales.
- Unidades: B-5, F-5.
- Fono: 041 232 61 66
- Dirección: Av. Collao N° 1645, Valle Nonguén, Concepción.
- Sitio Web Oficial: http://www.quintaconcepcion.cl Archivado el 17 de diciembre de 2014 en Wayback Machine.

SEXTA COMPAÑÍA "Jose Quintino F." "Pompa Italia"
- Fecha Fundación:  24 de febrero de 1933
- Lema: "Valor y Sacrificio"
- Especialidad: Agua.
  - Subespecialidad: Materiales Peligrosos.
- Unidades: H-6, B-6 y UT-6.
- Fono: 041 2256208
- Dirección: Las Heras N° 747, esquina Aníbal Pinto, Concepción Centro.
- Sitio Web Oficial: http://www.sextaconcepcion.cl

SEPTIMA COMPAÑÍA "Berhardt Eunom Philipi"
- Fecha Fundación:  7 de septiembre de 1949
- Lema: "Nunquam Recedemus"
- Especialidad: Agua.
  - Subespecialidad: Rescate Vehicular.
- Unidades: B-7, RX-7 y UT-7
- Fono: 041 2229734
- Dirección: Veteranos del 79 S/N, Parque Ecuador, Concepción Centro.
- Sitio Web Oficial: http://www.septima.com/

OCTAVA COMPAÑÍA
- Fecha Fundación:  23 de noviembre de 1954
- Lema: "Unidad y Superación"
- Especialidad: Escalas.
  - Subespecialidad: Incendios Forestales.
- Unidades: Q-8 y F-8.
- Fono: 041 2214001
- Dirección:  Los Carrera N° 1837, Concepción Centro.
- Sitio Web Oficial: https://www.octavaconcepcion.cl/

NOVENA COMPAÑÍA
- Fecha Fundación:  25 de julio de 1969
- Lema: "Sacrificio Barrio Norte"
- Especialidad: Agua.
  - Subespecialidad: Materiales Peligrosos y Incendios Forestales.
- Unidades: B-9 y F-9.
- Fono: 041 2254451
- Dirección:  Calle Balmaceda #400 , Barrio Norte, Concepción.

DÉCIMA COMPAÑÍA
- Fecha Fundación:  10 de octubre de 1976
- Lema: "Comunidad, Lealtad y Abnegación"
- Especialidad: Agua.
  - Subespecialidad: No Tiene.
- Unidades: B-10 y BX-10.
- Fono: 041 2470146
- Dirección:  Diego de Almagro N° 121, Lorenzo Arenas, Laguna Redonda, Concepción.